# Konversion (Marketing)
Konversion, von englisch Conversion, bezeichnet im Marketing, insbesondere im Online-Marketing die Umwandlung des Status einer Zielperson in einen neuen Status, z. B. die Umwandlung eines Interessenten in einen Kunden.

## Ziele
Ziele und deren Konversion im Online-Marketing können z. B. sein:
- Konversion von Webseitenbesuchern in Kontaktanfragen
- Umwandlung eines Kaufinteressenten in einen Käufer auf einer Webseite oder in einem Onlineshop
- Konversion eines Besuchers einer Webseite in einen Interessenten für ein Downloadangebot
- Registrierung für einen Newsletter auf einer Webseite
- Ausfüllen einer Angebotsanfrage in einem Online-Shop

Es gibt allerdings auch Beispiele einer Konversion im klassischen Marketing, wie beispielsweise die Rücksendung einer Antwortpostkarte oder das Bestellen eines Katalogs nach einem Mailing.
Im Online-Bereich spricht man von der Konversionsrate, die eine der zentralen Größen der Web-Analyse darstellt. Zur Nachverfolgung der Konversionsrate verwendet man das sogenannte Conversion-Tracking.

## Konversionsrate
Die Messung der Konversion erfolgt durch die Konversionsrate (Konvertierungsrate, Conversion Rate (CR), Prospect-Conversion-Rate (PCR)). Diese gibt den Teil der Kaufinteressenten an, die eine bestimmte Webseite besuchen und dabei zu Käufern oder Interessenten werden.
Die Konversionsrate errechnet sich wie folgt:
{\displaystyle \mathrm {Konversionsrate} ={\frac {\mathrm {K{\ddot {a}}ufe} }{\mathrm {Besucher} }}}
Bei dieser Kalkulation wird der einzelne „Besucher“ (Unique Visitor) zur Berechnung herangezogen. Hierbei wird nicht berücksichtigt wie viele „Besuche“ (Visits / Sessions) der potentielle Kaufinteressent dafür benötigt hat.
{\displaystyle {\text{genauere Konversionsrate}}={\frac {({\text{Anzahl an Conversions}}\times 100)}{\text{(Anzahl an Unique Visitors)}}}}
Mit Hilfe der Konversionsrate wird die Wirksamkeit einer Werbemaßnahme ermittelt. Typisch sind Werte zwischen ein und fünf Prozent, was bedeutet, dass von 100 neu gewonnenen Besuchern eines Online-Shops ein bis fünf einen Kauf durchführen (also vom Besucher/Leser zum Käufer „konvertieren“).
Allgemeiner sagt die Konversionsrate aus, wie viele der Besucher einer Webseite eine gewünschte Aktion ausführen; diese Aktion kann beispielsweise auch das Abgeben eines Kommentars oder Klicken eines Banners sein. Die Steigerung der Konversionsrate geht einher mit der gezielten Reduzierung der Abbruchraten einer Marketingmaßnahme, z. B. dem Verlassen einer Webseite oder dem Ausblenden einer Werbung. Da z. B. kommerzielle Webseiten Besucher über kostspielige Online-Werbemaßnahmen generieren, steigert eine gezielte, systematische Erhöhung der Konversionsrate neben dem Umsatz auch die Rendite.

## Maßnahmen zur Steigerung der Konversionsrate im E-Commerce
Es gibt zahlreiche Maßnahmen und Ansätze zur Steigerung der Konversionsrate. Einige Beispiele sind:
- direkte Ausrichtung der Webseite auf ein klar definiertes Konversionziel (z. B. „Newsletter-Anmeldungen steigern“)
- Verbesserung des Inhalts der Webseite (Text, Bilder, Videos), um die Verständlichkeit und die Interaktion zu verbessern
- Verbesserung des Einkaufserlebnisses
- Verbesserung der Benutzerfreundlichkeit, um Barrieren zur Erreichung des Konversionziels abzubauen und dadurch die Abbruchrate zu reduzieren
- Einsatz von Online-Produktberatern und Guided-Selling-Systemen zur Steigerung der Konversionsrate für Online-Shops und Hersteller-Webseiten, um den Produktsuch- und Produktberatungsprozess zu verbessern
- Einsatz von Online-Gütesiegeln, um das Vertrauen der User in den Shop zu erhöhen
- Reduktion von Elementen, die den Nutzer von der Erreichung des Konversionziels ablenken. Ein Beispiel ist das Ausblenden des Hauptmenüs im Warenkorb
- Personalisierung von Webseiten-Inhalten
- Einsatz von Verkaufspsychologie, um Kauf-anregende, positive oder negative Emotionen zu erzeugen (z. B. durch zeitlich begrenzte Angebote)

Auch die Ladezeiten von Webseiten und Online-Shops haben eine große Wirkung auf die Conversion Rates.

## Beispiel einer Ertragsrechnung
In der folgenden Beispielrechnung wird betrachtet, wie sich eine Veränderung der Konversionsrate bei Neukunden auf den Umsatz eines Onlineshops auswirkt. Bei folgender Beispielrechnung ist eine etwaige Kundenabwanderung nicht berücksichtigt
- Besuche von Neukunden pro Jahr: 50.000
- Durchschnittlicher Warenkorbwert: 80 EUR
- Anteil der Neukunden, die zu Stammkunden werden: 25 %
- Wiederholungskäufe pro Kunde pro Jahr: 2

Was passiert, wenn die Konversionsrate bei Neukunden einmalig um 1 Prozentpunkt steigt?
- Zusätzlich gewonnene Neukunden pro Jahr: 500
- Zusätzlicher Umsatz im ersten Jahr: 40.000 EUR
- Zusätzlicher Umsatz im zweiten Jahr: 60.000 EUR
- Zusätzlicher Umsatz im dritten Jahr: 80.000 EUR

Dabei wird deutlich, dass sich bereits eine geringfügige Erhöhung der Konversionsrate signifikant auf den Umsatz des Unternehmens auswirken kann.
|                     | Vorher   | Nachher  |
| ------------------- | -------- | -------- |
| Unique Visits/Monat | 10.000   | 10.000   |
| Konversionsrate     | 3 %      | 4 %      |
| Bestellungen        | 300      | 400      |
| Warenkorbwert       | 100 €    | 100 €    |
| Umsatz              | 30.000 € | 40.000 € |
| Marge               | 20 %     | 20 %     |
| Ertrag              | 6.000 €  | 8.000 €  |

Mit einer Erhöhung der Konversionsrate von einem Prozentpunkt konnte der monatliche Ertrag um 2.000 Euro gesteigert werden.

## Conversion Funnel

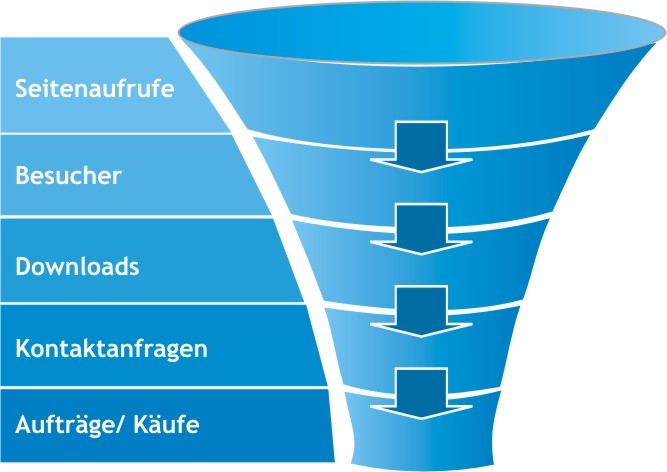
Conversion Funnel (Beispiel)

Während anfangs überwiegend lediglich die Konversion eines Besuchers eines Online-Shops zu einem Käufer oder Kunden gemessen wurde, werden heute sog. Conversion Funnel (Trichter) gebildet. Diese bilden eine Serie von logisch aufeinander folgenden Konversionen, die z. B. ein Besucher einer Webseite durchlaufen soll, als Filterungsprozess im Sinne eines Trichters ab.

## Wie Besucher eine Webseite wahrnehmen
Bei der Rezeption einer Webseite laufen im Kopf der User viele Fragen unterbewusst ab. Mit den beispielhaft folgenden Fragen versucht man dieser Wahrnehmung nachvollziehen und auf Ideen für die Optimierung von Conversions zu kommen:
- Ist das, was ich auf der Seite sehe, genau das, was ich suche oder hat sie mich mit etwas anderem positiv überrascht, so dass ich trotzdem bleibe?
- Was ist für mich drin, wenn ich mich mit der Seite weiter beschäftige?
- Kann ich dem Anbieter der Seite überhaupt vertrauen?
- Ist mir der Sinn dessen, was mir gezeigt wird, einsichtig, oder erscheint es mir rätselhaft?
- Wo soll ich auf der Seite eigentlich was machen?
- Warum sollte ich das genau hier und jetzt und nicht später woanders tun?
- Was ist, wenn es danach irgendwelche Probleme geben sollte?
- Wie bedienaufwändig wird es, wenn ich mich für das Angebot entscheide?
- Macht das Ganze einen sympathischen Eindruck?
- Sagt mein Bauchgefühl insgesamt ja?

Diese Punkte helfen den Besucher besser zu verstehen und im Sinne des Conversion Funnels zu optimieren. Dennoch ist es immer ratsam, jede Optimierung mit A/B-Tests abzusichern.

## Typische Anwendungsgebiete
Warenkorb oder Checkout Prozess
Die Conversion Optimierung wird gerne in Onlineshops zur Optimierung des Bestellprozesses oder des Checkout Prozesses genutzt. Das steigert die Kaufrate und erhöht den Umsatz durch diverse Maßnahmen. Die Maßnahmen selbst ergeben sich aus einer hypothetischen Maßnahme und auch der vorherigen Analyse durch entsprechende Programme.
Kundenregistrierungen
Die Conversion Optimierung beschreibt neben den klassischen Registrierungen auf Landingpages zum Beispiel auch Verbesserung der Newsletter Registrierung. Hierbei geht es in erster Linie um die Anzahl und Darstellung der Formularfelder. Auch werden sogenannte Heatmap Tools herangezogen, um die Mausbewegungen der Besucher analysieren zu können.